# ガンユイ
ガンユイ (中：鳡鱼 、学名: Elopichthys bambusa) はコイ科に属する淡水魚の一種。和名はボウウオ。本種の属するElopichthys 属は単型である。分子系統で近縁とされるカワアカメ Squaliobarbus curriculus とともにクセノキプリス亜科に分類されている。

## 分布
ロシア極東から中国・ベトナムの河川に分布する。ウズベキスタンに移入されている。

## 形態
最大で2 m・40 kgになる。体は紡錘形で細長い。体色は銀白色で、全体に金色の光沢を持つ。特に頭部はその傾向が顕著で、英名の「Yellowcheek(黄色い頬)」はこの特徴に由来する。成魚の胸鰭、腹鰭、尻鰭はオレンジ色になる。
魚食性であるため、コイ科としては頭骨の構造がかなり特殊化している。
1. 前上顎骨・主上顎骨が癒合する。歯骨は長く頑丈で中央に突起があり、前上顎骨と噛み合う
2. 口蓋骨は細長く、前鋤骨は分岐して側篩骨と関節する

## 生態
肉食性。水中を高速で遊泳し、ハクレン、コクレン、カワヒラなど他の魚を追い回して捕食する。
6歳、60 cmほどで性成熟する。産卵は6-8月、増水が引き金となって起こり、浮遊性卵を産む。幼魚は下流域で育つ。

## 人間との関係
成長が速く美味であり、中国では重要な食用魚である。また、養殖池に混入すると中の魚を食い荒らしてしまうので、養殖業者からは大変恐れられている。

## 保全状況
分布域全体でのデータが得られないため、IUCNは情報不足としている。だが、一部の地域では乱獲・生息地破壊によって減少を続けていることが確認されている。